# Ulrike Bingel
Ulrike Bingel (* 17. Januar 1975 in Essen) ist eine deutsche Professorin für Neurologie. Ihre Forschungsschwerpunkte liegen im Bereich der systemischen Neurowissenschaften. Besonders intensiv beschäftigt sie sich mit der Diagnostik und Therapie von chronischem Schmerz.

## Ausbildung und Tätigkeit
Ulrike Bingel studierte an der Universität Essen Humanmedizin. Ihr Praktisches Jahr absolvierte sie zum Teil in London. Danach folgte ein Forschungsaufenthalt an der University of Washington in Seattle. Ab 2001 war Bingel am Universitätsklinikum Hamburg-Eppendorf tätig, wo sie ihre Ausbildung zur Fachärztin für Neurologie absolvierte und als wissenschaftliche Mitarbeiterin am Institut für Systemische Neurowissenschaften arbeitete. 2008 war Bingel als Postdoc an der University Oxford tätig und übernahm 2009 die Leitung der neuen interdisziplinären Arbeitsgruppe Schmerz und Kognition in Hamburg. Der Aufbau dieser Forschungsrichtung wurde durch das BMBF und die Deutsche Forschungsgemeinschaft mit 1,3 Millionen Euro gefördert. 2013 wurde Bingel auf eine Professur für Funktionelle Bildgebung an der Medizinischen Fakultät der Universität Duisburg-Essen berufen. Gleichzeitig leitet sie die Schmerzambulanz der Klinik für Neurologie am Universitätsklinikum Essen.

## Forschungsgebiete
Ihr Hauptarbeitsgebiet beschrieb Bingel 2013 selbst einmal allgemeinverständlich so: „Ich beschäftige mich vor allem mit den Wechselwirkungen zwischen Schmerz und kognitiven Prozessen. Wie verarbeiten wir Schmerzen? Welchen Einfluss haben Gefühle oder Einstellungen auf unser Empfinden? Wieso stört der Schmerz die Leistungsfähigkeit, und was erwarten wir von Medikamenten - auch basierend auf früheren Erfahrungen.“ In diesem Zusammenhang erforscht Bingel vor allem auch die neurologischen Grundlagen von Placebo- und Nozeboreaktionen, die Interaktion dieser Mechanismen mit aktiven pharmakologischen Behandlungen, sowie daraus resultierenden Implikationen für den klinischen Alltag. Dabei geht es Bingel nicht nur um die psychologische Seite des Schmerzes, sondern auch um Mechanismen der Schmerzmodulation in Gehirn und Rückenmark. Sie setzt dafür insbesondere bildgebende Verfahren wie Kernspin- und Positronenemissionstomografie ein.

## Publikationen (Auswahl)
- mit M. Zunhammer et al.: Meta-analysis of neural systems underlying placebo analgesia from individual participant fMRI data. In: Nature Communications 12(1). 2021, S. 1391. (englisch)
- mit W. Sondermann et al.: Effects of Patients’ Expectation in Dermatology: Evidence from Experimental and Clinical Placebo Studies and Implications for Dermatologic Practice and Research. In: Dermatology, 2021. doi:10.1159/000513445. (englisch)
- mit J. Kleine-Borgmann: Der Placeboeffekt in der Schmerztherapie – für den klinischen Alltag nutzbar? Ja, unbedingt!. In: Aktuelle Rheumatologie 45(05), 2020, doi:10.1055/a-1165-6689.
- mit M. Schwedlowsky und H. Kessler: Placebo 2.0: Die Macht positiver Erwartung. Rüffer und Rub, Zürich 2019, ISBN 978-3-906304-40-3.
- mit J. Claassen et al.: Cerebellum is more concerned about visceral than somatic pain. In: Journal of neurology, neurosurgery, and psychiatry. (2019) (englisch)